# Fazio Giovanni Santori
Fazio Giovanni Santori (ur. w 1447 w Viterbo, zm. 22 marca 1510 w Rzymie) – włoski kardynał.

## Życiorys
Urodził się w 1447 roku w Viterbo. Studiował na Uniwersytecie w Perugii, a następnie został kanonikiem w Saint Lambert i datariuszem Jego Świątobliwości. 22 lipca 1504 roku został mianowany biskupem Ceseny. 1 grudnia 1505 roku został kreowany kardynałem prezbiterem i otrzymał kościół tytularny S. Sabina. W 1507 roku został administratorem apostolskim Pampeluny. Zmarł 22 marca 1510 roku w Rzymie.